# Soslan Dzhanayev
Soslan Totrazovich Dzhanaev - em russo, Сослан Тотразович Джанаев - (Ordzhonikidze, atual Vladikavkaz, 13 de março de 1987) é um futebolista russo de etnia osseta, que atua como goleiro

## Carreira

### CSKA Moscou
Dzhanayev se profissionalizou no PFC CSKA Moscovo, em 2005.

### Spartak
Atua no Spartak desde 2008, período em que não disputou sequer uma partida como titular. Insatisfeito, recentemente transferiu-se para o Terek Grozny por empréstimo.

### Terek
Defendeu o FC Terek Grozny, emprestado pelo FC Spartak Moscovo.